# (10186) Albéniz
(10186) Albéniz es un asteroide perteneciente al cinturón de asteroides descubierto por Eric Walter Elst desde el Observatorio de La Silla, Chile, el 20 de abril de 1996.

## Designación y nombre
Albéniz se designó al principio como 1996 HD24.
Más tarde, en 1999, fue nombrado en honor del pianista y compositor español Isaac Albéniz (1860-1909).

## Características orbitales
Albéniz orbita a una distancia media de 2,444 ua del Sol, pudiendo alejarse hasta 2,944 ua y acercarse hasta 1,944 ua. Tiene una inclinación orbital de 6,196 grados y una excentricidad de 0,2044. Emplea 1396 días en completar una órbita alrededor del Sol. El movimiento de Albéniz sobre el fondo estelar es de 0,258 grados por día.

## Características físicas
La magnitud absoluta de Albéniz es 13,9.